# Mr. Poorluck, Journalist
Mr. Poorluck, Journalist è un cortometraggio muto del 1913 diretto da Frank Wilson.

## Trama
Mr. Poorluck ha trovato lavoro come giornalista ma non riesce a scrivere in pace, disturbato continuamente dai nipotini.

## Produzione
Il film fu prodotto dalla Hepworth.

## Distribuzione
Distribuito dalla Hepworth, il film - un cortometraggio di 168 metri - uscì nelle sale cinematografiche britanniche nel 1913.
Si conoscono pochi dati del film che, prodotto dalla Hepworth, fu distrutto nel 1924 dallo stesso produttore, Cecil M. Hepworth. Fallito, in gravissime difficoltà finanziarie, il produttore pensò in questo modo di poter almeno recuperare il nitrato d'argento della pellicola.